# Ілька Штугець
Ілька Штугець (словен. Ilka Štuhec, 26 жовтня 1990) — словенська гірськолижниця,  що спеціалізується в швидкісних дисциплінах та в гігантському слаломі й комбінації, чемпіонка світу. 
Чемпіонкою світу  вона стала на 2017 року в Санкт-Моріці у швидкісному спуску.

## Результати кубка світу

### Місце в сезоні
| Сезон | Вік | Загальний залік | Слалом | Гігантський слалом | Супергігант | Швидкісний спуск | Комбінація |
| ----- | --- | --------------- | ------ | ------------------ | ----------- | ---------------- | ---------- |
| 2008  | 18  | 89              | —      | —                  | —           | 44               | 26         |
| 2012  | 22  | 81              | —      | —                  | —           | 27               | —          |
| 2013  | 23  | 59              | —      | —                  | 36          | 25               | 15         |
| 2014  | 24  | 44              | —      | 47                 | 17          | 28               | —          |
| 2015  | 25  | 41              | —      | —                  | 28          | 22               | —          |
| 2016  | 26  | 33              | —      | —                  | 12          | 25               | 29         |
| 2017  | 27  | 4               | 33     | 33                 | 3           | 1                | 1          |

- Станом на 29 січня 2017

### Перемоги
- 5 перемоги – (3 у швидкісному спуску, 1 в супергіганті, 1 в комбінації)
- 6 подіумів – (4 у швидкісному спуску, 1 в супергіганті, 1 в комбінації)

| Сезон | Дата           | Місце змагань             | Дисциліна        |
| ----- | -------------- | ------------------------- | ---------------- |
| 2017  | 2 грудня 2016  | Лейк-Луїз, Канада         | швидкісний спуск |
| 2017  | 3 грудня 2016  | Лейк-Луїз, Канада         | швидкісний спуск |
| 2017  | 16 грудня 2016 | Валь-д'Ізер, Франція      | комбінація       |
| 2017  | 17 грудня 2016 | Валь-д'Ізер, Франція      | швидкісний спуск |
| 2017  | 29 січня 2017  | Кортіна-д'Ампеццо, Італія | супергігант      |

## Зовнішні посилання
- Досьє на сайті Міжнародної лижної федерації [Архівовано 17 лютого 2017 у Wayback Machine.]